# Cellino Attanasio
Cellino Attanasio es un municipio italiano situado en la provincia de Teramo, en Abruzos. Tiene una población estimada, a fines de junio de 2024, de 2201 habitantes.

## Demografía
| Gráfica de evolución demográfica de Cellino Attanasio entre 1861 y 2024 |
|                                                                         |
| Fuente: ISTAT - Elaboración gráfica de Wikipedia                        |